# Mykoła Martynenko
Mykoła Wołodymyrowycz Martynenko, ukr. Микола Володимирович Мартиненко (ur. 12 stycznia 1961 w Switłowodśku w obwodzie kirowohradzkim) – ukraiński polityk, z wykształcenia inżynier mechanik.

## Życiorys
Do początku lat 90. działał w komunistycznej młodzieżówce, później pracował w biznesie energetycznym. Od 1998 pełni funkcję deputowanego do Rady Najwyższej (początkowo z ramienia Partii Ludowo-Demokratycznej, następnie z listy Bloku Nasza Ukraina). Do 2006 kierował frakcją Naszej Ukrainy w parlamencie. Był jednym ze sponsorów pomarańczowej rewolucji i założycieli Ludowego Związku „Naszej Ukrainy”. W 2005 obok m.in. Petra Poroszenki znalazł się w grupie polityków pomówionych przez Ołeksandra Zinczenkę o korupcję, co nie znalazło ostatecznie potwierdzenia, a co przyczyniło się do upadku rządu Julii Tymoszenko.
W 2006 i 2007 ponownie uzyskiwał mandat poselski. W trakcie VI kadencji przystąpił do Frontu Zmian Arsenija Jaceniuka. W 2012 obronił mandat poselski z listy Batkiwszczyny, a w 2014 z ramienia Frontu Ludowego. W grudniu 2015 złożył mandat poselski w związku z prowadzonym wobec niego postępowaniem dotyczącym korupcji.